# Корралес Хименес, Сения
Сения Корралес Хименес (исп. Zenia Corrales Jiménez; род. 11 марта 1989) — мексиканская шахматистка, международный мастер среди женщин (2011). Победительница чемпионатов Мексики по шахматам среди женщин (2019, 2021).

## Биография
Сения Корралес Хименес дважды победила на чемпионате Мексики по шахматам среди женщин: в 2019 и 2021 году.
В июле 2021 года Сения Корралес Хименес приняла участие в Кубке мира по шахматам среди женщин в Сочи, где в 1-м туре проиграла российской шахматистке Лее Гарифуллиной со счётом 0:2.
За успехи в турнирах ФИДЕ присвоила Сении Корралес Хименес звание международного мастера среди женщин (WIM) в 2011 году.

## Изменения рейтинга
| Графики недоступны из-за технических проблем. См. информацию на Фабрикаторе и на mediawiki.org. |